# Portobelo, Colón
Portobelo (sodobno špansko Puerto Bello, dob. 'lepo pristanišče',  portugalsko Porto Belo) je zgodovinsko pristanišče in corregimiento v okrožju Portobelo, provinca Colón, Panama, Srednja Amerika. Je na severnem delu Panamske ožine in je 32 km severovzhodno od sodobnega pristanišča Colón, ki je zdaj na atlantskem vhodu v Panamski prekop. Od leta 2010 ima 4559 prebivalcev in deluje kot sedež okrožja Portobelo.
Ustanovljen leta 1597 zaradi svojega globokega naravnega pristanišča, se je pridružil Veracruzu (2066 km severozahodno) kot pristanišči, ki jih je Španski imperij uporabljal za pošiljanje zakladov iz rudnikov v Peruju (čez Panamo na pacifiški strani ožine in po kopnem v Portobelo) nazaj v Španijo. Mesto so večkrat zavzeli britanski zasebniki in pirati, kar je doseglo vrhunec z uspešnim obleganjem kraljeve mornarice leta 1739 med vojno za Jenkin's Ear.
Njegovo gospodarstvo je dobilo velik zagon v poznem 19. stoletju med gradnjo Panamskega prekopa. Leta 1980 je UNESCO ruševine španskih kolonialnih utrdb skupaj z bližnjo utrdbo San Lorenzo uvrstil na seznam svetovne dediščine z imenom Fortifications on the Caribbean Side of Panama: Portobelo-San Lorenzo (Utrdbe na karibski strani Paname: Portobelo-San Lorenzo).

## Zgodovina
Portobelo je leta 1597 ustanovil španski raziskovalec Francisco Velarde y Mercado in je hitro nadomestil Nombre de Dios kot karibsko pristanišče za perujsko srebro. Legenda pravi, da je Krištof Kolumb leta 1502 prvotno pristanišče poimenoval Puerto Bello, kar pomeni 'lepo pristanišče. Potem ko je leta 1596 Francis Drake umrl zaradi griže na morju, so ga pokopali na morju v svinčeni krsti blizu zaliva Portobelo, v spomin je sedanji otok Drake (Drake Island) ob ustju pristanišča. Med 16. in 18. stoletjem je bilo pomembno pristanišče za izvoz srebra v Novi Granadi na Španskem Mainu in eno od dveh atlantskih pristanišč na poti španskih zakladnih flot. Španci so zgradili obrambne utrdbe.
Leta 1601 je angleški zasebnik William Parker prevzel Portobello od Špancev. Valižan Henry Morgan je ponovil podvig leta 1668, ko je vodil floto zasebnikov in 450 mož ter premagal njene močne utrdbe. Njegove sile so ga plenile 14 dni, preden so se umaknile. Ponovno ga je leta 1680 zajel pirat John Coxon.
Leta 1726 so Britanci pri blokadi Porto Bella pod vodstvom admirala Francisa Hosierja doživeli katastrofo, s katero so poskušali preprečiti vrnitev španske zakladne flote v Španijo, ko so se zaradi dolgotrajnega čakanja in nedejavnosti (kot je ukazala britanska vlada) privezali pri Bastimentosu 11 km severovzhodno (ne zamenjujte ga z drugim otokom Bastimentos 270 milj zahodno), je velik del mornarjev umrl zaradi tropskih bolezni. Nesreča je bila upravičena 13 let pozneje, ko je med vojno za Jenkinsovo uho pristanišče 21. novembra 1739 napadla in zavzela britanska flota šestih ladij, ki ji je poveljeval admiral Edward Vernon. Zmaga je povzročila izbruh ljudskega odobravanja po vsem Britanskem imperiju. Za Vernona je bilo odlikovanih več medalj kot za katero koli drugo britansko osebnost iz 18. stoletja in po Britanskem otočju so kraji in ulice v čast zmage dobili ime Portobello, predvsem Portobello Road v Londonu, okrožje Portobello leta Edinburgh in vojašnica Portobello v Dublinu.
Vendar so Španci kmalu povrnili Portobelo, ko so leta 1741 premagali admirala Vernona v bitki pri Cartageni de Indias in ga prisilili, da se je vrnil v Anglijo z zdesetkano floto, pri čemer je utrpel več kot 18.000 žrtev, večinoma zaradi bolezni. Britanska prizadevanja, da bi se uveljavili v Španski Maini in prekinili trgovino z galeoni, so bila nazadnje neuspešna. Po vojni Jenkinsovega ušesa so Španci namesto velikih flot, ki so pristajale v nekaj pristaniščih, prešli na majhne flote, ki so trgovale v najrazličnejših pristaniščih, s čimer so razvili prilagodljivost, zaradi katere so bili manj izpostavljeni napadom. Tudi ladje so začele potovati okoli rta Horn, da bi neposredno trgovale v pristaniščih na zahodni obali.

## Danes
Prebivalstvo Portobela je bilo leta 1990 3058, leta 2000 pa 3867. Julija 2012 je Unescov odbor za svetovno dediščino uvrstil Portobelo in bližnjo utrdbo San Lorenzo na seznam ogrožene svetovne dediščine, vpisane kot Utrdbe na karibski strani Paname: Portobelo-San Lorenzo, pri čemer je navedel okoljske dejavnike, pomanjkanje vzdrževanja in nenadzorovano urbano razvoj.